# Hét sóhaj a hegyen
A Hét sóhaj a hegyen Tűz Tamás (1916-1992) emigráns költőnek a Magvető Könyvkiadónál 1987-ben megjelent válogatáskötete.
A kötetet Szakolczay Lajos irodalomtörténész szerkesztette, válogatta; ő írta a bevezető tanulmányt és a költőt ismertető utószót is. A címlapon Kondor Béla: Krisztus II. c. festménye látható.
A címadó vers 1957 márciusában keletkezett Mount Cenacle-ben (Hamilton, Kanada).
A szerkesztő a válogatott költeményeket három ciklusba rendezte:
- Búcsú Európától (1941-1968)
- Halálos szójáték (1969-1976)
- Rózsák napfogyatkozása (1977-1985)

A költő maga így vélekedett a kötetről: "A könyv nagyon szép kívül-belül. Szakolczay jó munkát végzett a válogatással, szép előszót írt. Persze nem lehet minden benne, kedves versek kimaradtak." (1987. október 31., in: Csizmadia Éva: Barátság a távolból, Budapest, 2005. 184. oldal).

## Érdekesség
- Tűz Tamás 1988 szeptemberében megírta a címadó vers folytatását/összegzését "A nyolcadik sóhaj a hegyen" címmel, amely online is olvasható a költő emlékének szentelt honlapon.

## Szakirodalom
- Steinert Ágota: Tűz Tamás: Hét sóhaj a hegyen. In: Tiszteld a tehetséget! Orpheusz Kiadó, 2004
- Zalán Tibor: Könyvek az emigrációból. Könyvvilág, 1987. augusztus
- Rónay László: Költői híradás Kanadából. Magyar Hírlap, 1987. augusztus 28.
- Koncz Virág: Tűz Tamás: Hét sóhaj a hegyen. Kortárs, 1987. december
- Csányi László: Magyar költő a nagyvilágban. Új Írás, 1988. február
- Nagy Attila Kristóf: Tűz Tamás: Hét sóhaj a hegyen. Kritika, 1988/4
- Réti-Csonka László: Szándékolt darabosság. Műhely, 1988/6
- Szentesi Zsolt: Tűz Tamás: Hét sóhaj a hegyen. Alföld, 1988/7